# ایموجی بادمجان

ایموجی بادمجان همان‌طور که در توییتر نمایش‌داده می‌شود.

ایموجی بادمجان (🍆) که با نام یونیکد بادمجان نیز شناخته می‌شود، یک ایموجی است که نمایش‌گر بادمجان بنفش است. کاربران شبکه‌های اجتماعی اغلب از آن به‌عنوان نمادی از سر حسن تعبیر برای نشان دادن آلت مردی استفاده می‌کنند.